# Putna (Suceava)
Putna (deutsch Putna, ukrainisch Путна Buttna oder Puttna) ist eine Gemeinde im Kreis Suceava, in der historischen Region Bukowina, im Norden Rumäniens.

## Geographische Lage
Die Gemeinde setzt sich aus dem Gemeindezentrum Putna und dem eingemeindeten Dorf Gura Putnei (Karlsberg) zusammen. Putna liegt am gleichnamigen Fluss Putna – ein Zufluss des Sereth –, der Nationalstraße 2H und der Bahnstrecke Gura Putnei–Putna.

## Geschichte
Wie andere ländliche Siedlungen des Kreises Suceava war Putna in der Neuzeit bis zur Mitte des 20. Jahrhunderts von Zipserdeutschen (oder Zipser Sachsen) bewohnt. Die größte deutsche Gemeinschaft der Region lebte in Gura Putnei.

## Sehenswürdigkeiten
Wahrzeichen Putnas sind das Kloster Putna und das Eremitenhaus von Daniil Sihastrul. Die Gemeinde ist auch der Ausgangspunkt des Fernwanderwegs Via Transilvanica.

## Administration
Nach den Ergebnissen der rumänischen Kommunalwahlen von 2024 setzt sich der Gemeinderat in Putna wie folgt zusammen:
| Partei                                | Sitze |
| ------------------------------------- | ----- |
| Partidul Național Liberal (PNL)       | 7     |
| Partidul Social Democrat (PSD)        | 3     |
| Alianța pentru Unirea Românilor (AUR) | 2     |
| Parteilos (Crețan Ciprian-Florentin)  | 1     |

## Galerie

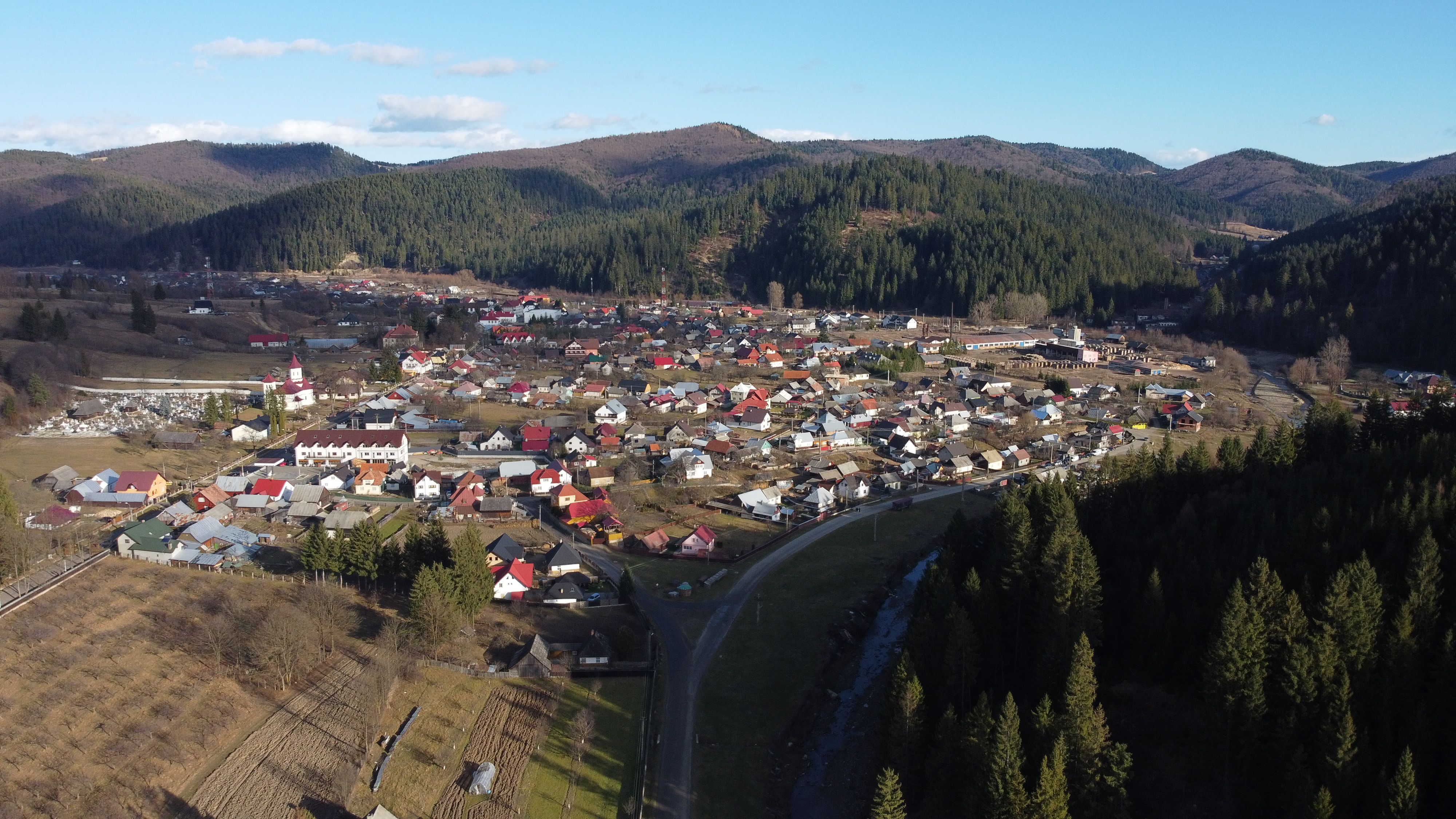
Panorama Putnas
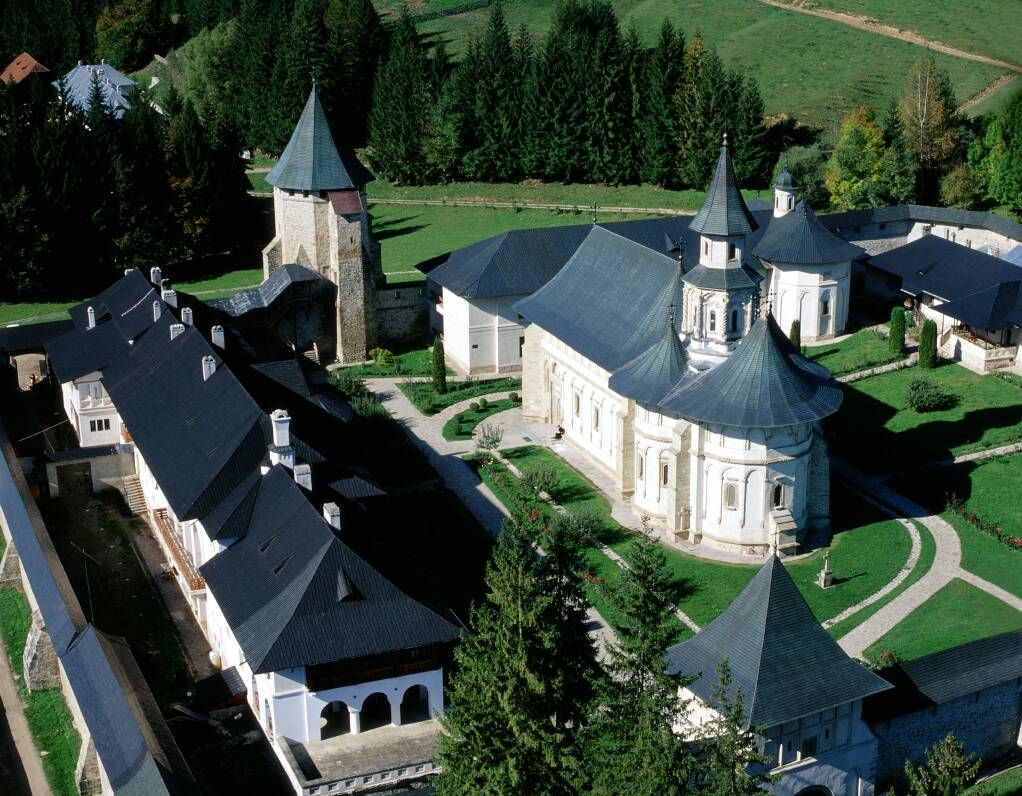
Kloster Putna
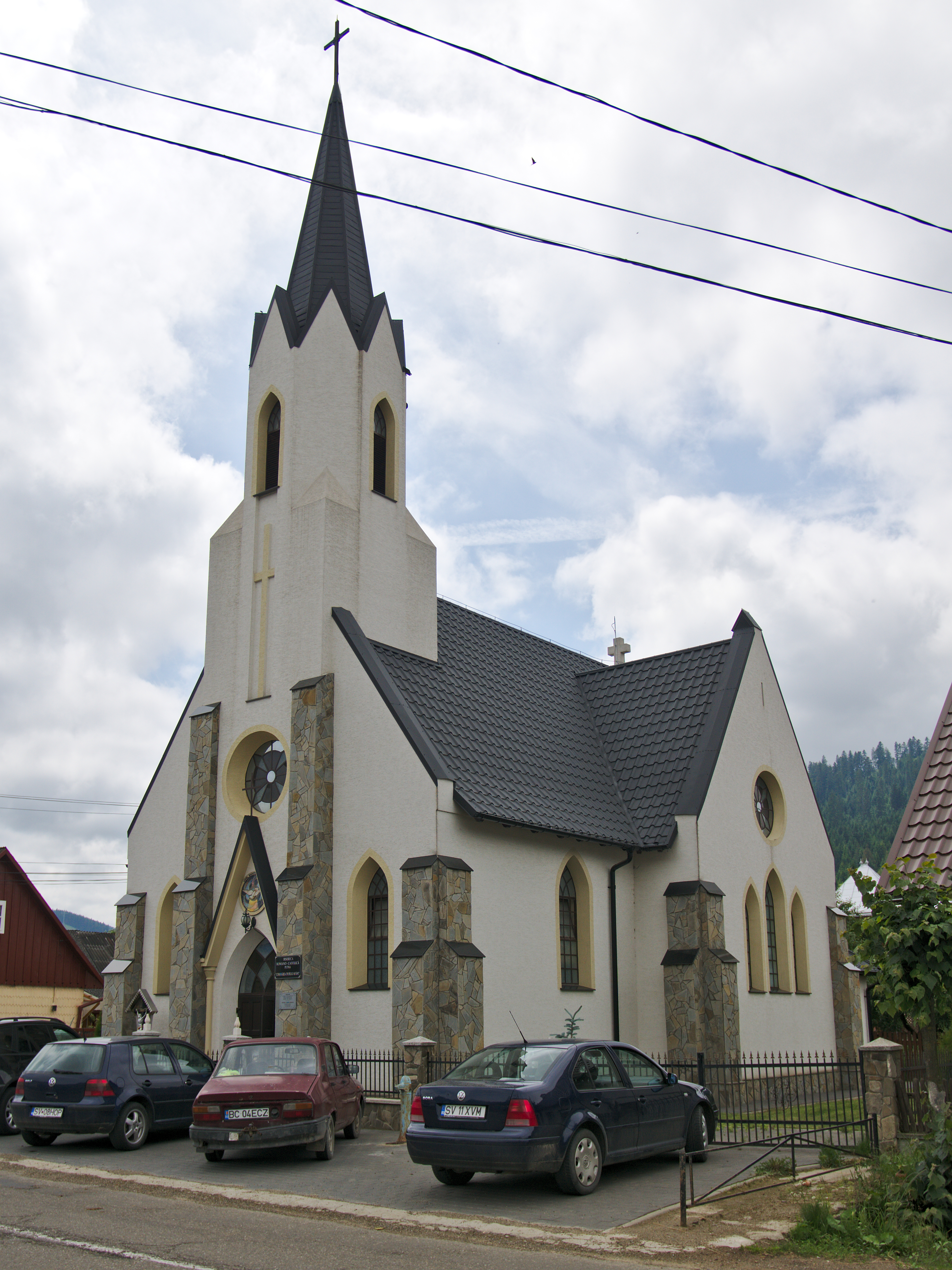
Römisch-katholische Kirche
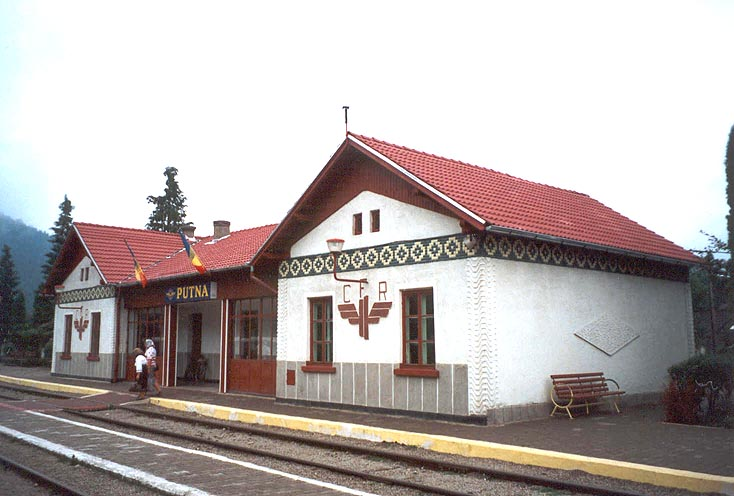
Bahnhof
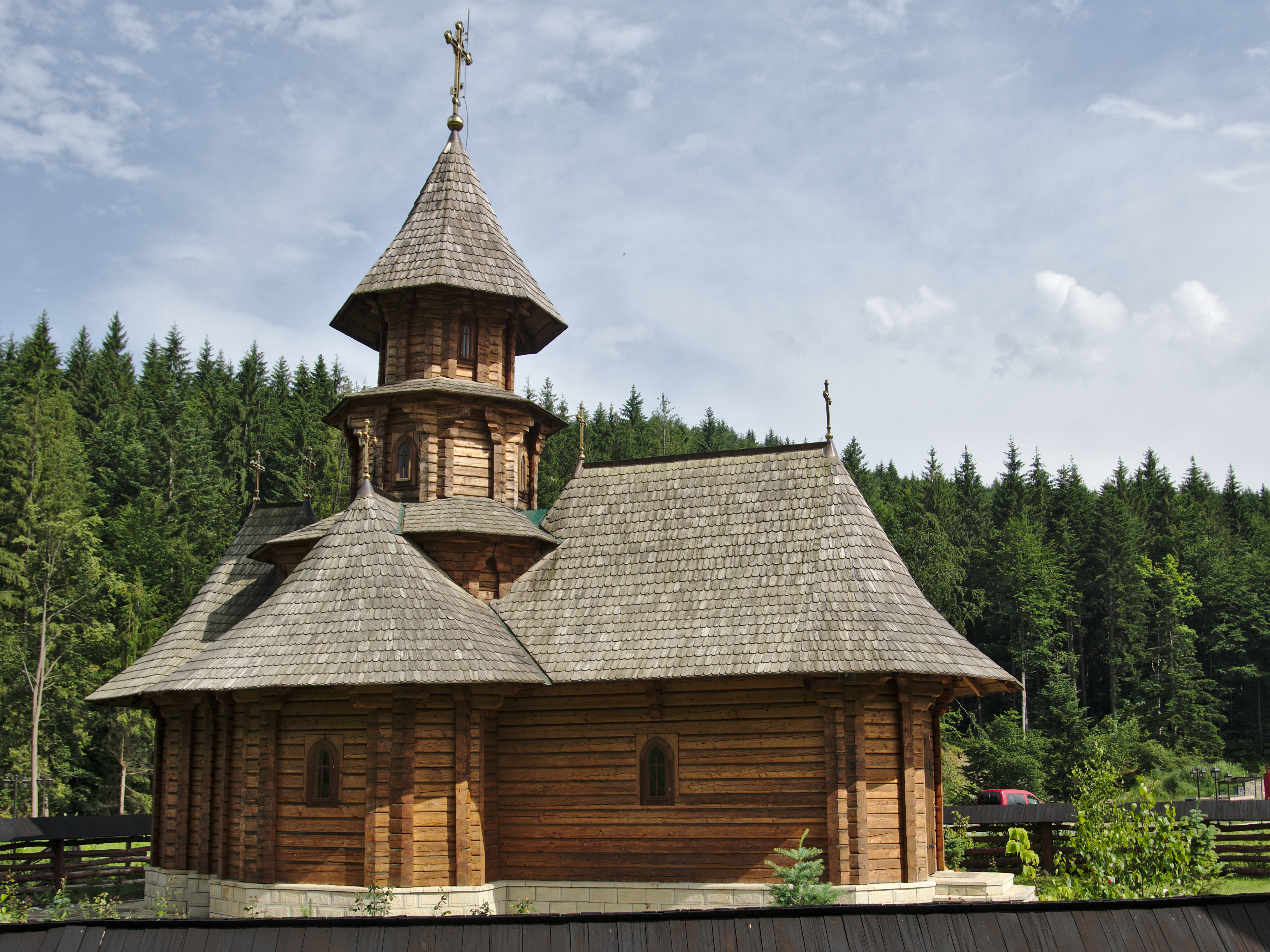
Klosterkirche Sihăstria
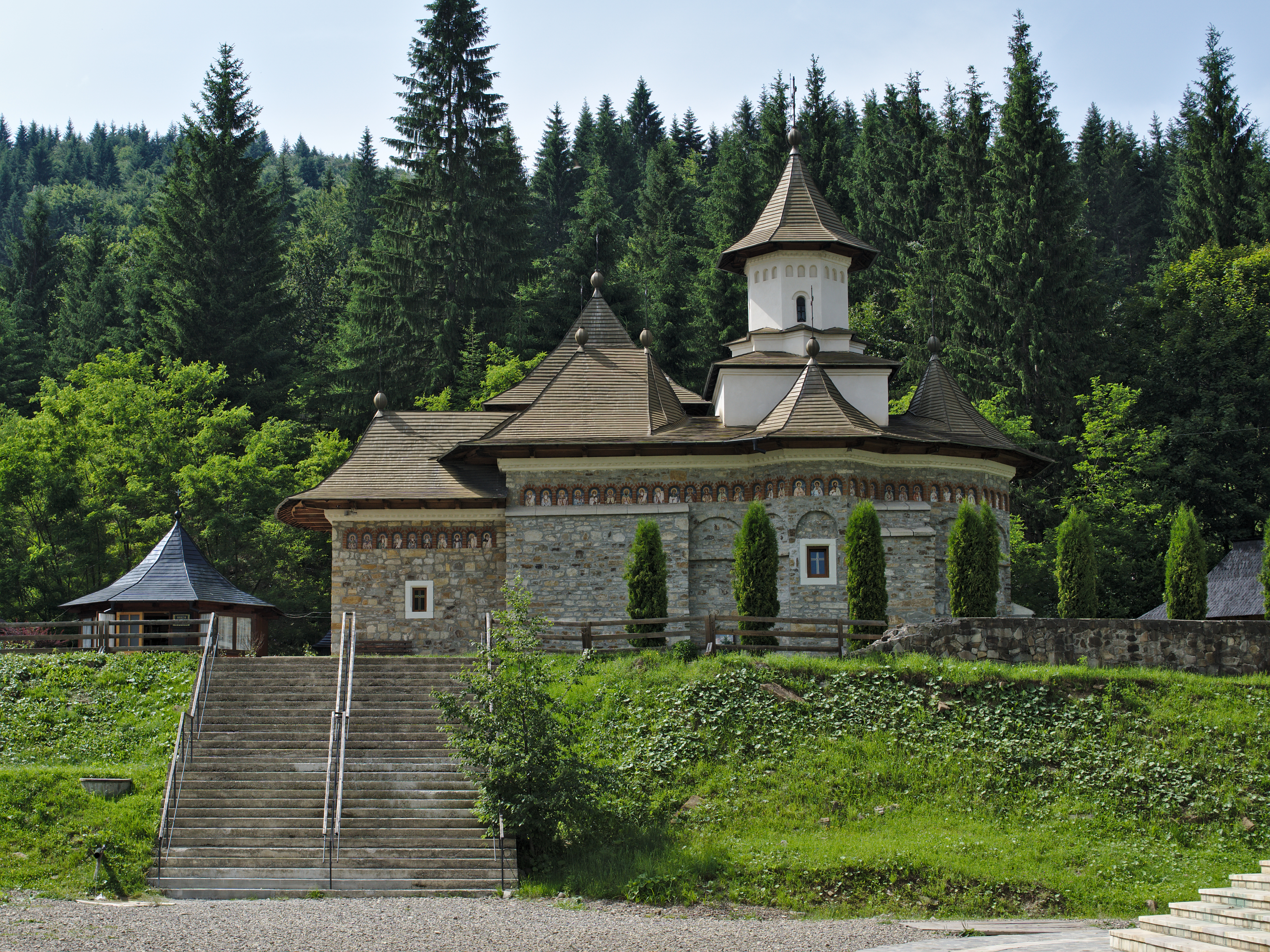
Kloster Sihăstria
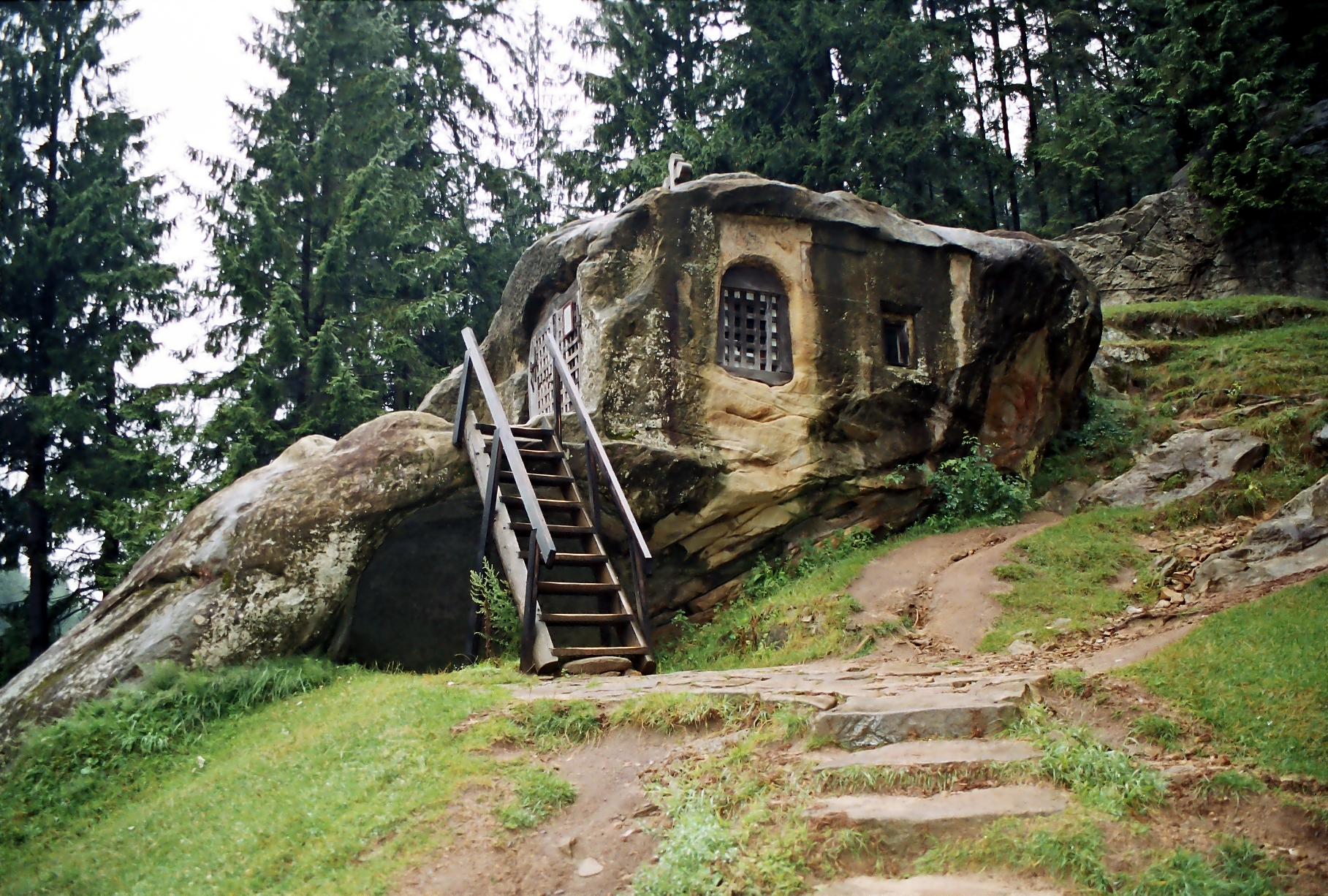
Das Eremitenhaus von Daniil Sihastrul
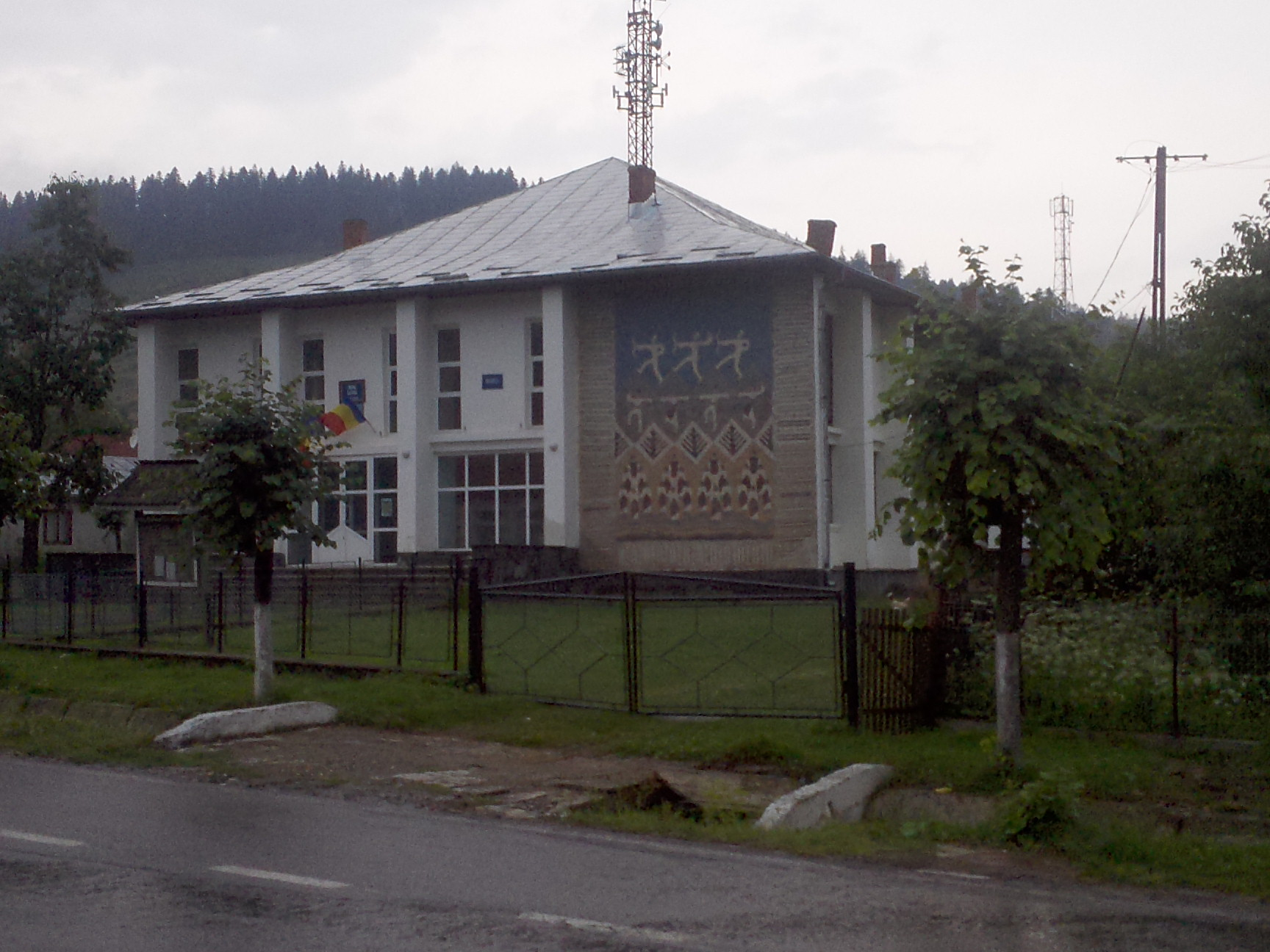
Kulturhaus
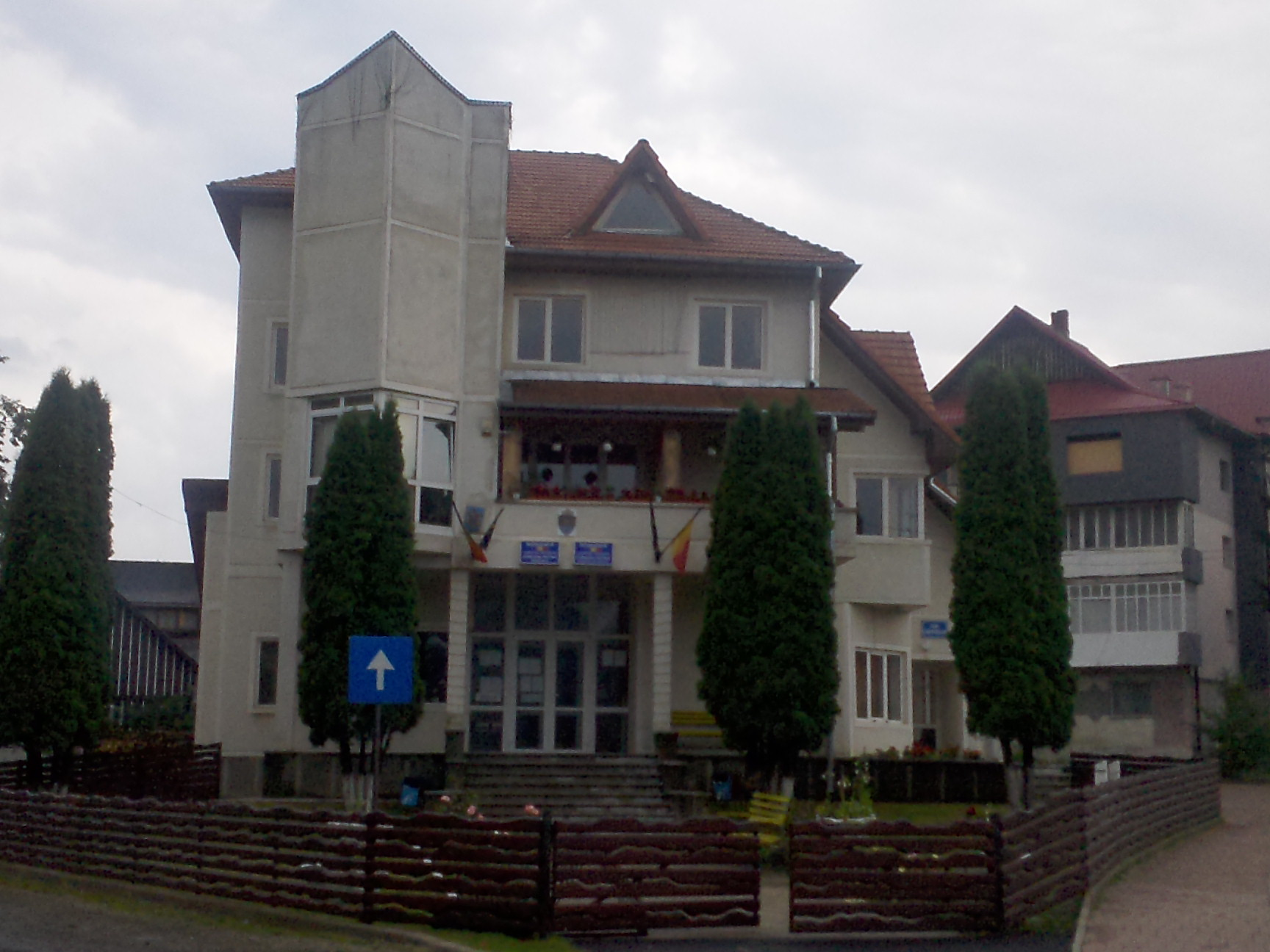
Rathaus